# Almirante Kuznetsov
El Almirante de la Flota de la Unión Soviética Kuznetsov (en ruso: Адмирал флота Советского Союза Кузнецов, Admiral Flota Sovétskogo Soyuza Kuznetsov), originalmente llamado Riga, luego Leonid Brézhnev y finalmente Tbilisi, conocido comúnmente como Almirante Kuznetsov, o simplemente Kuznetsov, es el único portaaviones activo de la Armada Rusa, en la cual sirve como su buque insignia.
Fue declarado operacional en 1998 después de extensas reparaciones. El barco estaba previsto que estuviera operativo en la flota hasta el año 2025-2030, aunque lleva en astillero desde el año 2017.
En el 2000 participó en los ejercicios navales en los cuales se hundió el submarino nuclear ruso K-141 Kursk.
El Almirante Kuznetsov fue comisionado originalmente en la Armada Soviética con el objetivo de ser el primero de la clase de portaaviones Kuznetsov, pero solo se construyó una unidad más llamada Varyag, la cual fue vendida por Ucrania a la República Popular China con la condición de no usarla en combate. Pero China después de repararlo y modernizarlo lo usa como portaaviones militarmente, volando el Shenyang J-15.
El Kuznetsov debe su nombre a Nikolái Kuznetsov, un destacado oficial de la Armada de la Unión Soviética durante la Segunda Guerra Mundial que recibió el título de Almirante de la Flota de la Unión Soviética en 1955.
El Kuznetsov, único portaaviones en servicio de la armada rusa, ha estado inoperativo y en dique seco desde 2018, el proceso de reparación se ha visto retrasado por accidentes, malversación de fondos y otros percances, después de que el dique flotante PD-50 se hundiese en la Bahía de Kola (Múrmansk) en un accidente que mataría un trabajador en octubre de 2018, el kuznetsov fue remolcado a Sevmorput Yard No 35, en otro accidente durante diciembre de 2019, un incendio mató un trabajador y hirió a otros 10, en junio de 2022, el barco fue transferido a dique seco en la planta de reparaciones número 35, donde estaría hasta febrero de 2023.
La proyección actual en 2025, indica que no existe ningún plan firme de reparación y actualización de la nave, y la Armada Rusa se plantea la viabilidad de la operación y la necesidad de mantener este tipo de barco en la Flota. Así que se plantea seriamente poner fuera de servicio y finalmente desmantelar el buque.

## Historia
Fue construido en el astillero de Mikoláiv en la RSS de Ucrania, lanzado en 1985 y no entró en operación hasta 1995. Su primer nombre fue el Riga pero en noviembre de 1982 se le cambió el nombre a Leonid Brézhnev, luego a Tbilisi y finalmente, en octubre de 1990 a Almirante Kuznetsov en honor al almirante Nikolái Kuznetsov. Para el verano de 1989 el barco ya estaba completo en un 71%, en noviembre de 1989 fue puesto en pruebas operativas.
En diciembre de 1991 fue puesto a la mar para ir directo a la Flota del Norte, hasta 1993 fue equipado con aviones. Realizó algunas pruebas en el mar Mediterráneo, en 1997 fue puesto en dique seco para esperar reparaciones y fondos para otras mejoras. El proceso de reparación no fue completado hasta julio de 1998 y finalmente, puesto en servicio para la Flota el 3 de noviembre de 1998; transportando 12 aviones Su-33 y 24 helicópteros navales Kámov de doble rotor coaxial contra-rotatorio, en la configuración básica.
Los aviones supersónicos Su-33 despegan sin necesidad de catapultas, con una rampa ski-jump, como el del portaaviones británico Invincible, construido para lanzar los aviones Harrier que combatieron en la guerra de las Malvinas.
Estuvo presente en los ejercicios donde se perdió el submarino Kursk en el mar del norte y luego, fue puesto en reserva, hasta que a finales de 2003 y principios de 2004, volvió a ser puesto en pruebas de batalla, para evaluar los nuevos Su-33 repotenciados.

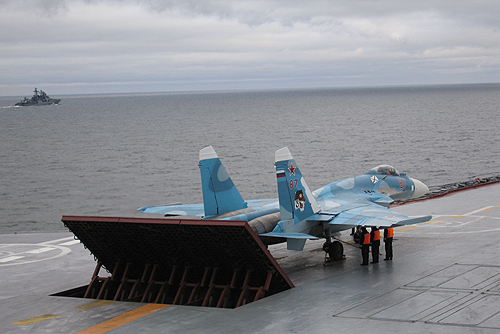
Su-33 preparándose para despegar desde el Admiral Kuznetsov.

En 2005 durante ejercicios, se perdió uno de sus nuevos aviones Su-33 al caer de la cubierta en el océano Atlántico, posteriormente, se destruyó el avión en el fondo del mar, para evitar el espionaje de sus nuevos sistemas electrónicos de vuelo y mejoras secretas[cita requerida].
El 27 de septiembre de 2006, se anunció que el barco tendría nuevas modernizaciones, para reparar algunos de sus problemas técnicos, presentados en las primeras prácticas de combate con los Su-33.
El 16 de febrero de 2009 el Almirante Kuznetsov, junto con otros dos buques de guerra rusos se vio probablemente envuelto en el derrame de 522 toneladas de fuel  mientras estaba siendo abastecido al sur de la costa irlandesa.
Fue visto en el Mediterráneo pintado de camuflaje color negro, con la línea de flotación roja y grandes alas doradas en la proa, bajo la rampa Ski-Jump, participando en el bloqueo naval de Rusia a Georgia, con los aviones Su-33 que fueron desplegados para evitar una posible intervención de la OTAN en Georgia. A principios de diciembre de 2011, Rusia mandó al Kuznetsov junto a varios buques de apoyo y un buque antisubmarinos. El gobierno ruso desvinculó los movimientos de flota con la crisis en Siria.

## Diseño
Aunque desplaza 40 000 toneladas menos que el Nimitz tiene 300 metros de eslora, solo 33 metros menos que un portaaviones clase Nimitz de la US Navy de 333 m de eslora; 38 m de manga, solo 3  menos que los 41 metros de manga del Nimitz y tiene 73 metros de manga total sobre la cubierta.
Tiene una pista de aterrizaje lateral inclinada 4 grados, con 4 cables extendidos sobre la cubierta, para interceptar el gancho extendido de apontaje (aterrizaje) de los aviones Su-33 y Su-25, en el momento del apontaje de las aeronaves sobre la pista.
Es el portaaviones más grande construido en Europa y transporta, al avión caza más grande y pesado, embarcado en un portaaviones, el Su-33 de 22 m de largo, es 2.8 m más largo que el F-14 de la Armada de los Estados Unidos, ya retirado de servicio.

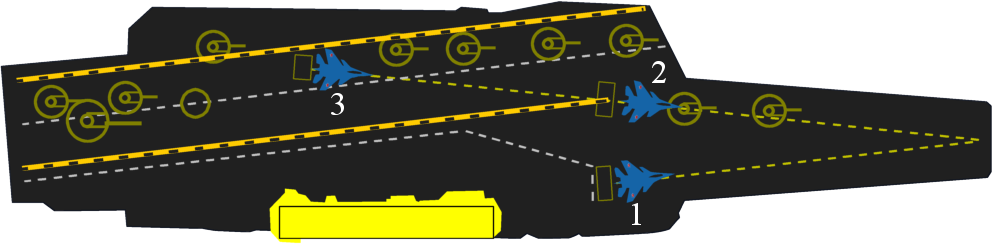
Esquema de la pista del Kuznetsov.

Tiene 3 plataformas de lanzamiento para el despegue de aviones sin catapultas, con 3 deflectores de aire que se levantan desde la cubierta, para desviar los gases calientes expulsados por los motores de post-combustión del Su-33.
En la plataforma de lanzamiento, el avión es detenido momentáneamente, antes de despegar, por unos pequeños sujetadores de las 2 ruedas del tren de aterrizaje principal que se levantan desde la cubierta mediante un mecanismo hidráulico, en forma similar a los deflectores de aire, para detener el empuje del avión con sus motores de post-combustión encendidos al máximo; justo antes del momento del despegue, los sujetadores de las ruedas se bajan rápidamente a nivel de la cubierta mediante un pistón de aire comprimido y permiten que el avión se libere de su detención, pase por encima de los sujetadores retraídos a nivel de la cubierta e inicie el carreteo sobre la plataforma de lanzamiento hasta llegar a la rampa ski-jump, para finalmente despegar del portaaviones.

## Desarrollo

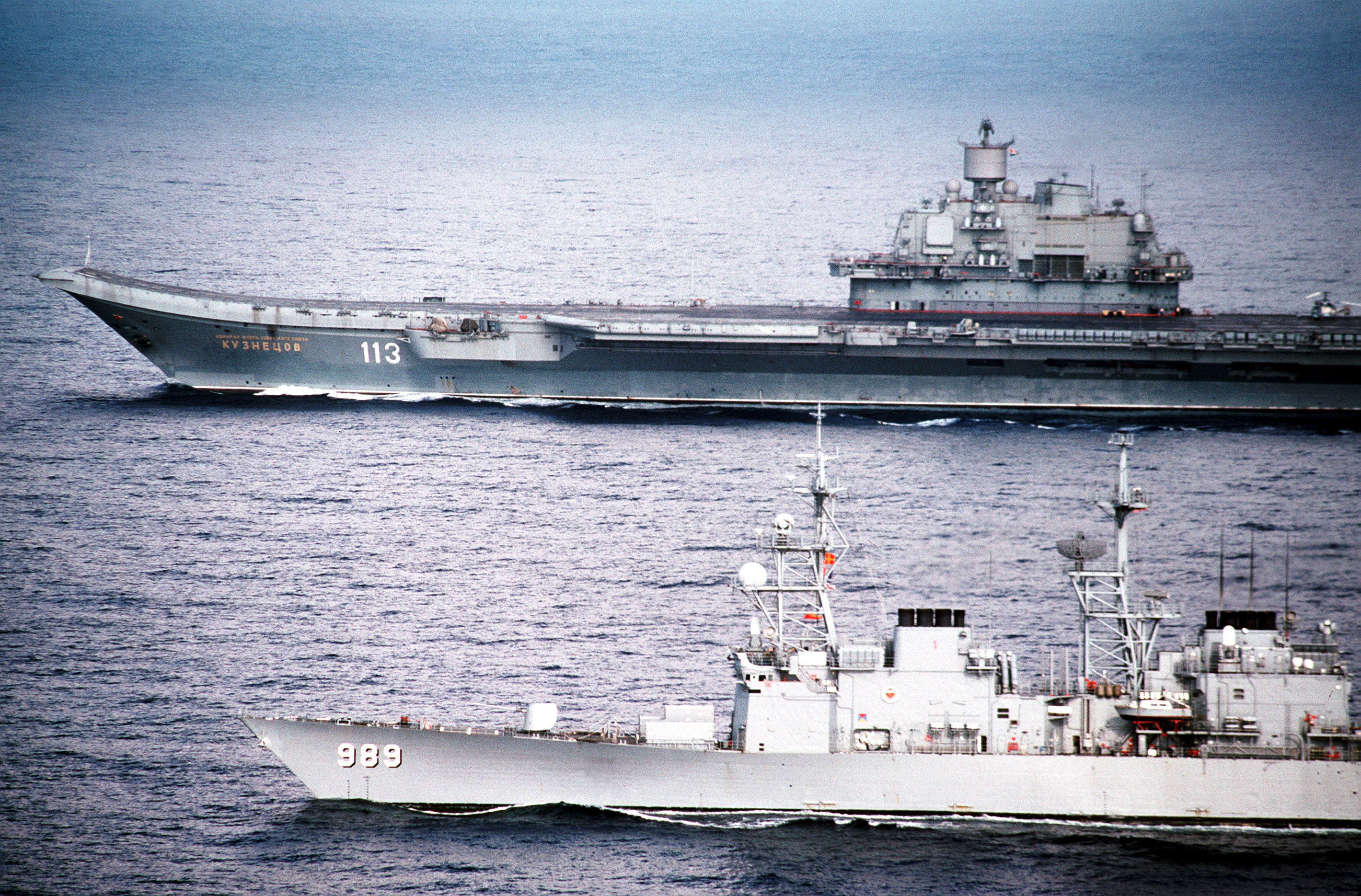
El Almirante Kuznetsov en las aguas del sur de Italia con el USS Deyo, en primer plano, navegando a babor, diciembre de 1991.

La isla de mando de gran tamaño, se diseñó con dos torres de control, la delantera para controlar el despegue de las aeronaves desde la plataforma de lanzamiento del portaaviones y la trasera, para controlar los apontajes sobre la cubierta de los helicópteros pesados Kamov, los aviones caza Su-33, los aviones navales Su-25 y en un principio, para el mejor control de la aproximación final de aviones V/STOL Yakovlev Yak-141.
Los técnicos y especialistas, que controlan el apontaje de las aeronaves sobre la cubierta del portaaviones, permanecen en una torre de control moderna y de cabina sellada con calefacción, diseñada especialmente para enfrentar las difíciles condiciones climáticas del Mar del Norte y controlar a distancia, los apontajes sobre la cubierta, sin necesidad de permanecer en la cubierta de la pista principal del portaaviones, expuestos al frío, viento, la lluvia y los peligros de las aeronaves en movimiento.

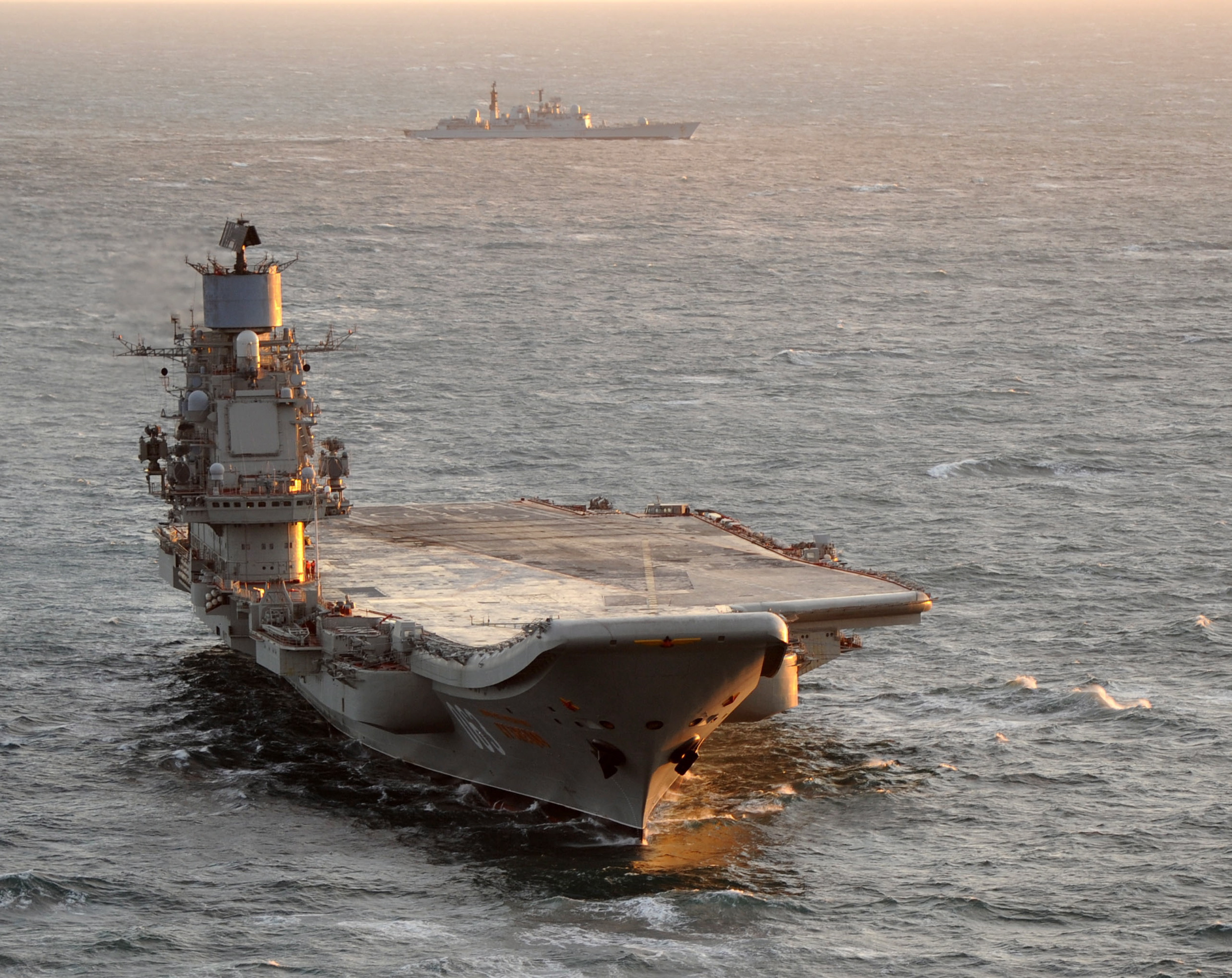
El Almirante Kuznetsov, seguido por el destructor británico HMS York frente a la costa del Reino Unido, en ruta hacia un crucero por el Mediterráneo, diciembre de 2011.

Sobre la isla de mando, tiene nuevos radares digitales de selección plana de alta precisión AESA Active Electronically Steered Arrays para detectar, seguir el curso y enganchar, múltiples tipos de misiles navales, desde misiles cruceros, misiles intercontinentales y ojivas de ingreso desde el espacio.
Intercambiando información de rastreo con otros elementos del sistema, con una combinación de agilidad de frecuencias de radar, con un procesamiento completamente digital y muy buena movilidad, de todas las frecuencias de señales de VHF, puede rastrear hasta 400 blancos enemigos, guiar las armas y las aeronaves del portaaviones, hasta los blancos asignados.

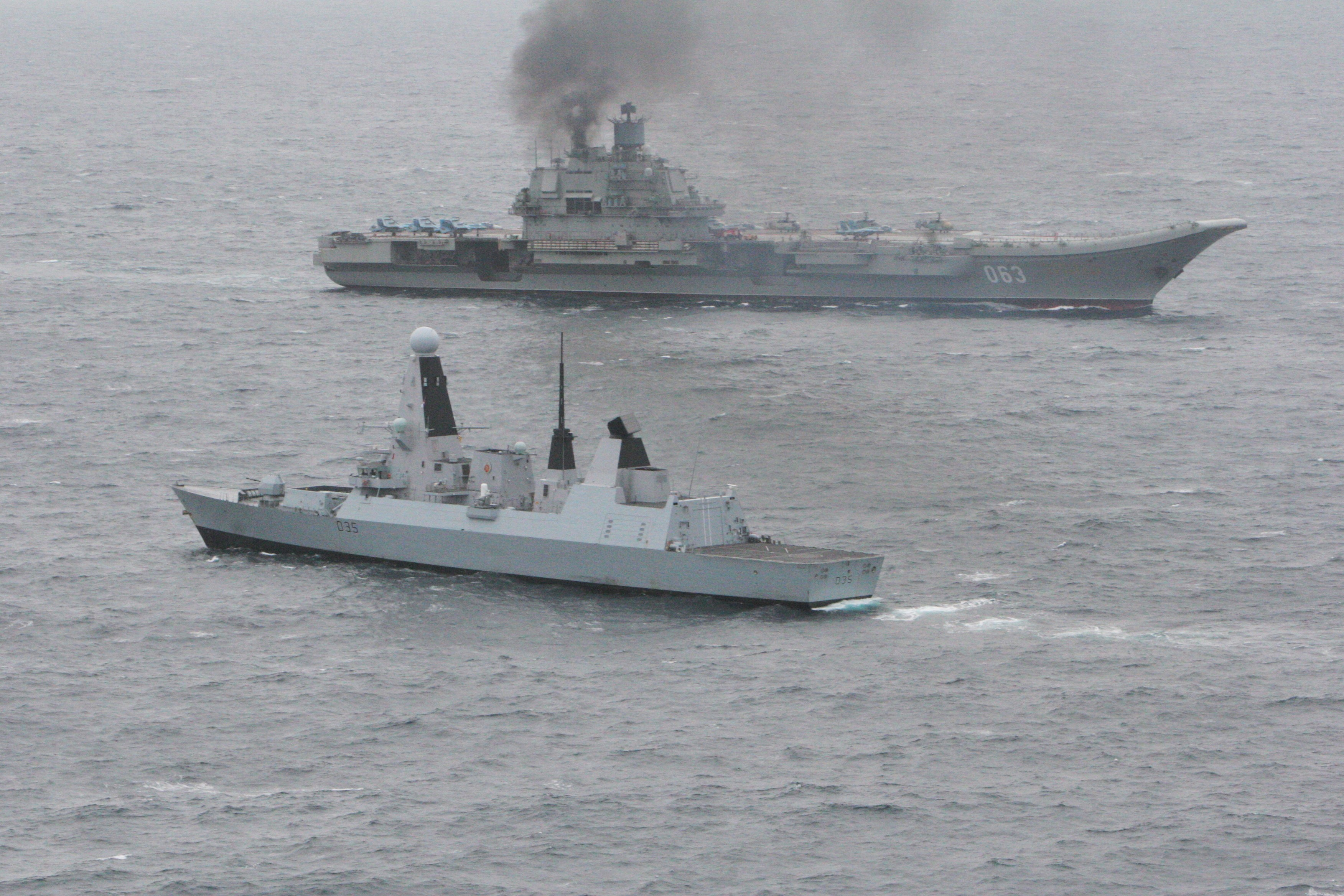
El Almirante Kuznetsov escoltado por el HMS Dragon frente a la costa del Reino Unido, mayo de 2014.

El análisis de la exploración de las señales de radar es muy detallada, puede detectar los blancos enemigos y presentar, distintas opciones de tácticas de batalla, para encontrar la mejor solución de defensa del portaaviones y la escuadra naval, con la ayuda de computadoras programadas con tácticas de batalla.
Estos nuevos y grandes radares planos, de forma cuadrada y rectangular, permanecen integrados a la estructura central de la isla de mando, uno delantero rastreando la proa y otro rastreando la popa; uno al costado de babor y otro al costado de estribor, y dos nuevos radares giratorios, instalados en torno a un eje sobre el castillo de la torre de control, inclinados en su eje vertical y horizontal, uno hacia la izquierda y el otro a la derecha, en forma excéntrica, que giran rápidamente pese a su gran tamaño, con la ayuda de unos contrapesos giratorios cubiertos por un domo circular, para evitar el cabeceo sobre el barco y mejorar la estabilidad de la nave; en un diseño experimental, único y exclusivo de este tipo de portaaviones, que operan en combinación con múltiples tipos de radares convencionales, de diseño cóncavo y giratorio, que rodean la torre de control.
Junto a la isla de gran tamaño de la torre de control, que da la impresión de ser un portaaviones pequeño, tiene 2 ascensores con capacidad de elevar una aeronave cada uno; bajo la cubierta principal en el hangar de aviones, tiene plataformas giratorias circulares, para rotar completamente los aviones y helicópteros, y aprovechar mejor, el espacio disponible para almacenar aeronaves en el hangar.
Sobre la cubierta tiene 11 plataformas reforzadas, pintadas con grandes círculos blancos, para permitir el aterrizaje de helicópteros navales pesados Kamov de 12 toneladas, en forma simultánea; fueron diseñadas inicialmente para permitir el aterrizaje de los aviones Yakovlev Yak-38 similares a los aviones de despegue vertical Harrier, y su variante mejorada, el Yakovlev Yak-141 con motor de empuje V/STOL, similar al F-35 JSF de la US Navy y 19 puntos de anclaje, para transportar otras 19 aeronaves sobre la cubierta, en la configuración extendida de batalla y permiten, que otros aviones puedan permanecer en el aire, recibiendo reabastecimiento aéreo de combustible desde otros aviones Su-33.
Rusia también considera, desplegar algunos MiG-29K, versión naval del MiG-29 para pruebas de vuelo y acondicionamiento, para ofrecerlo a la venta a otros países, como un avión de caza naval de peso medio, embarcado en portaaviones, que podrá escoltar en el futuro a los caza pesados Su-33, se realizaron algunas pruebas operativas de este avión de combate antes de la disolución de la Unión Soviética.
Para mejorar su estabilidad en las turbulentas aguas del mar del Norte, se diseñó un bulbo de proa conocido también como proa bulbosa, bajo la línea de flotación del barco, un espolón central bajo la quilla con sonares para detectar submarinos y torpedos, aletas estabilizadoras bajo el casco, controladas por computadora y tiene, la rampa de lanzamiento ski-jump con ángulo de 12 grados más alta, construida sobre la cubierta de un portaaviones, que también ayuda a proteger a los aviones embarcados sobre la cubierta, de las grandes olas que rompen en la proa, es el primer portaaviones construido con el bulbo de proa, considerado actualmente la norma de construcción de portaaviones.
Rusia ofrece los aviones navales Su-33 y los MiG-29K, versión embarcada del MiG-35 para la venta a China, India, Irán, Brasil, Venezuela y Siria para su construcción conjunta, con el financiamiento, ayuda y asesoramiento de Rusia.[cita requerida]

## Armamento

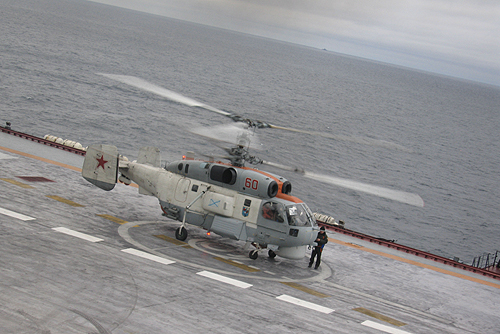
Uno de los helicópteros Kamov Ka-27 de la dotación del Kuznetsov sobre su cubierta.

El Kuznetsov, a pesar no llevar tantas aeronaves como el Nimitz, es el portaaviones con más capacidad de transporte de armamento, misiles superficie-aire, torpedos montados sobre motores de misiles, cañones antiaéreos y Misil crucero disponible en la actualidad, algunos consideran que es un tipo de Barco de guerra Crucero portaaviones.
En la Proa, al costado de Babor de la cubierta, tiene 6 silos con tubos verticales de lanzadores de misiles superficie-aire de medio alcance y torpedos, montados en motores de misiles y 2 plataformas horizontales klinok, lanzadoras de misiles superficie-aire de corto alcance.
Al costado de estribor de la cubierta, otros 6 silos y 2 plataformas de misiles, que reciben los misiles de la parte inferior de la cubierta, mediante un riel transportador y los lanzan en forma automática. En la Popa, al costado de Babor de la cubierta, la configuración defensiva es similar a la de la Proa, con 6 silos y 2 plataformas de misiles, a Estribor otros 6 silos y 2 plataformas de misiles, con cañones antiaéreos guiados por radar.
Bajo la cubierta delantera del portaaviones, entre las 2 pistas de despegue, justo antes de la rampa ski-jump, tiene 12 silos con tubos verticales de lanzadores de misiles tácticos, de más de 400 km de alcance, nombre código OTAN SS-19-N Shipwreck, en 2 filas de 6 silos cada una a lo largo de la cubierta, con grandes compuertas abatibles y ocultas a nivel de la cubierta, para permitir el normal paso de las aeronaves sobre las compuertas y en el momento del lanzamiento de los misiles, se abren hacia arriba para poder lanzar los misiles, en forma similar a las de los submarinos clase Akula Typhoon; los misiles son lanzados fuera de los silos con la presión de aire comprimido, rompen una cubierta protectora tipo domo de fibra de vidrio y sus motores, se encienden en el aire.
Transporta el caza naval pesado Su-33 derivado del Su-27 armado con misiles aire-aire y aire-superficie, la nueva versión podrá transportar tubos lanzadores de torpedos, montados en motores de cohetes[cita requerida]; en el futuro también podrá transportar el caza naval de peso medio Mikoyan MiG-29K derivado de la nueva familia de aviones caza MiG-35 de generación 4.5 para escoltar a los nuevos bombarderos navales derivados del proyecto Su-37. Los helicópteros navales Kámov de doble rotor coaxial contra-rotatorio, que también podrán lanzar torpedos, para atacar a una fuerza naval y aérea adversaria, y defender a la escuadra naval del portaaviones.

## Galería de imágenes

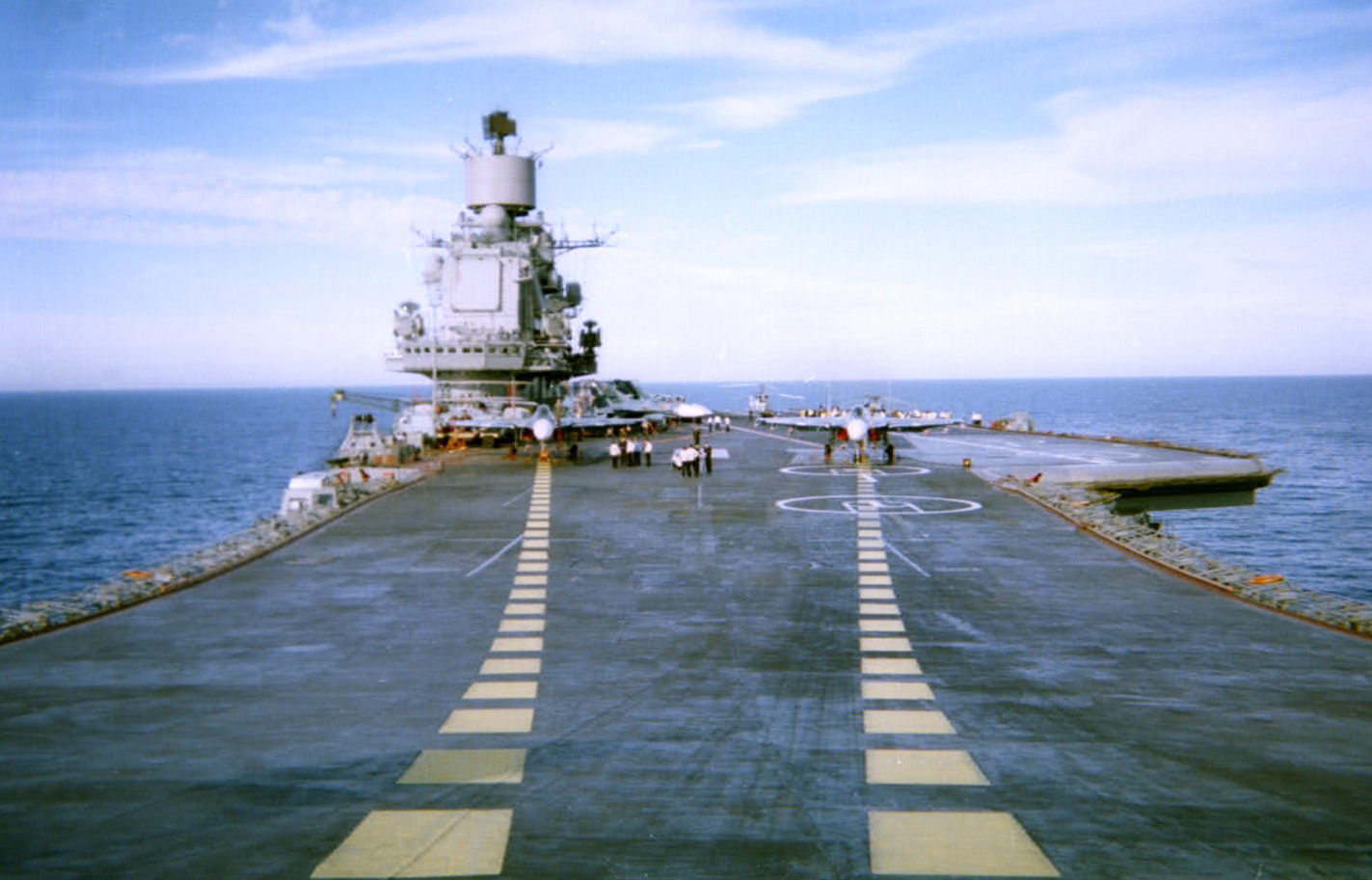
Dos Sukhoi Su-33 preparados para despegar.
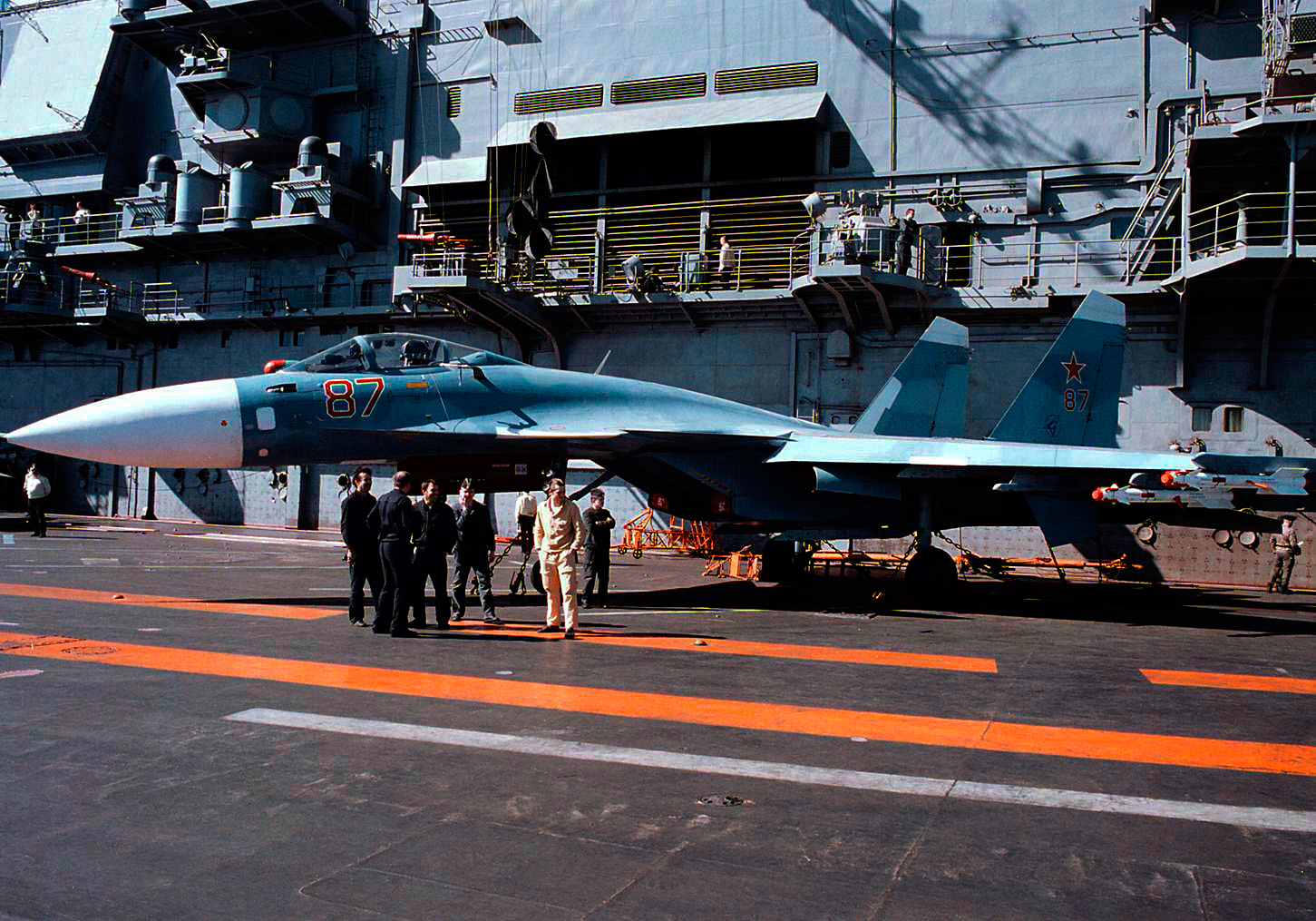
Un Su-33 en la cubierta de vuelo.
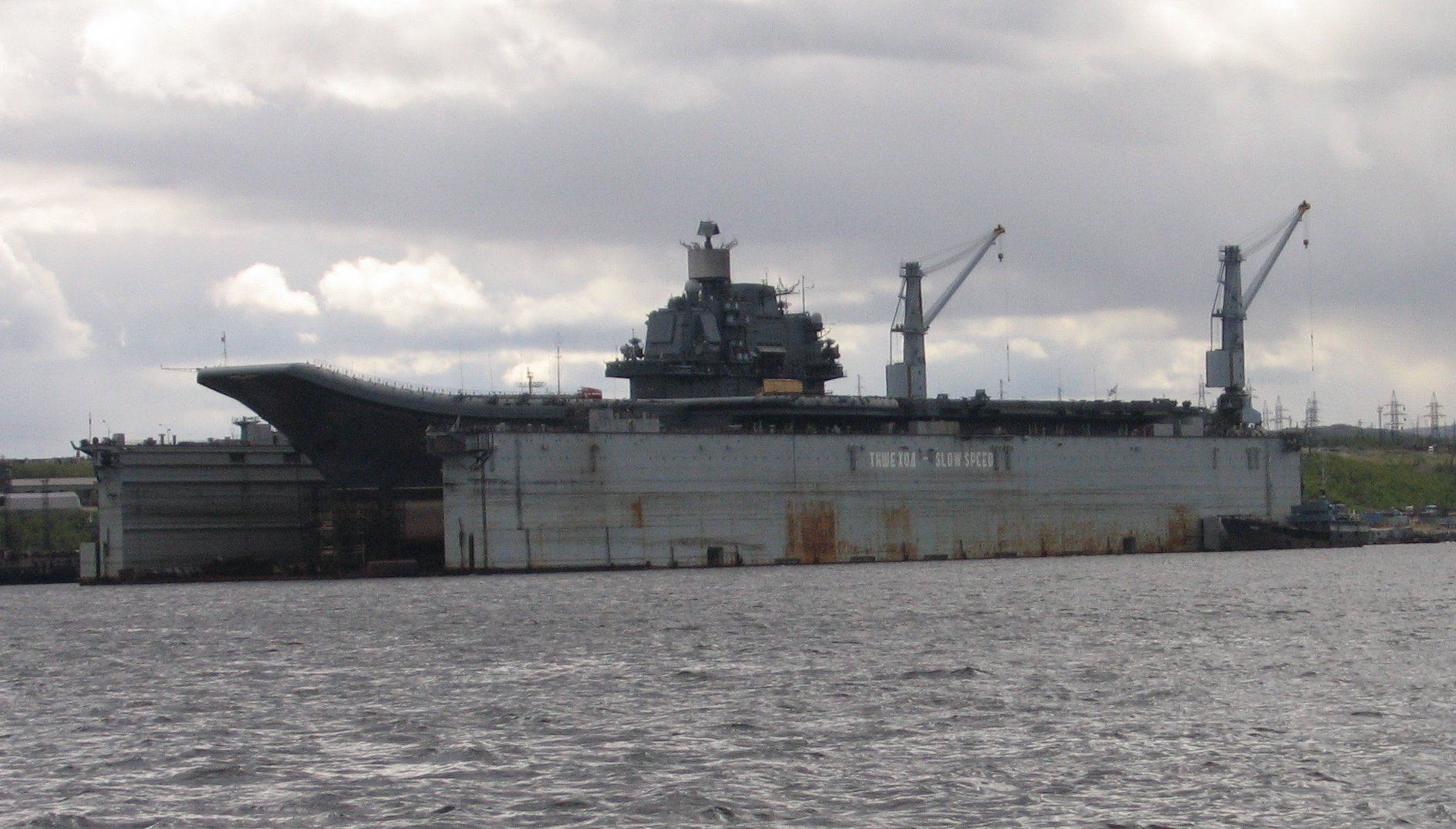
El Almirante Kuznetsov en el dique seco.
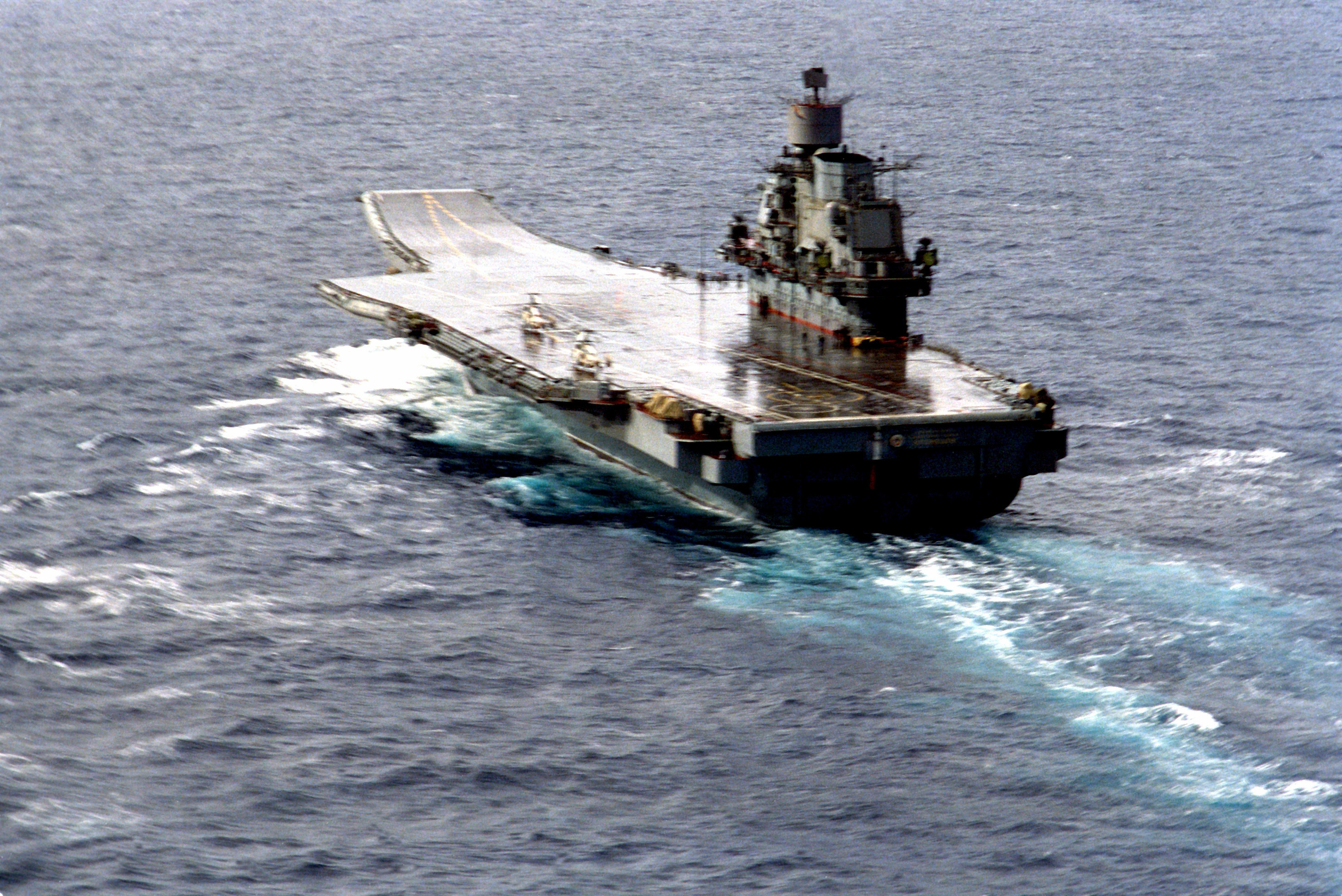
Vista trasera del Almirante Kuznetsov.
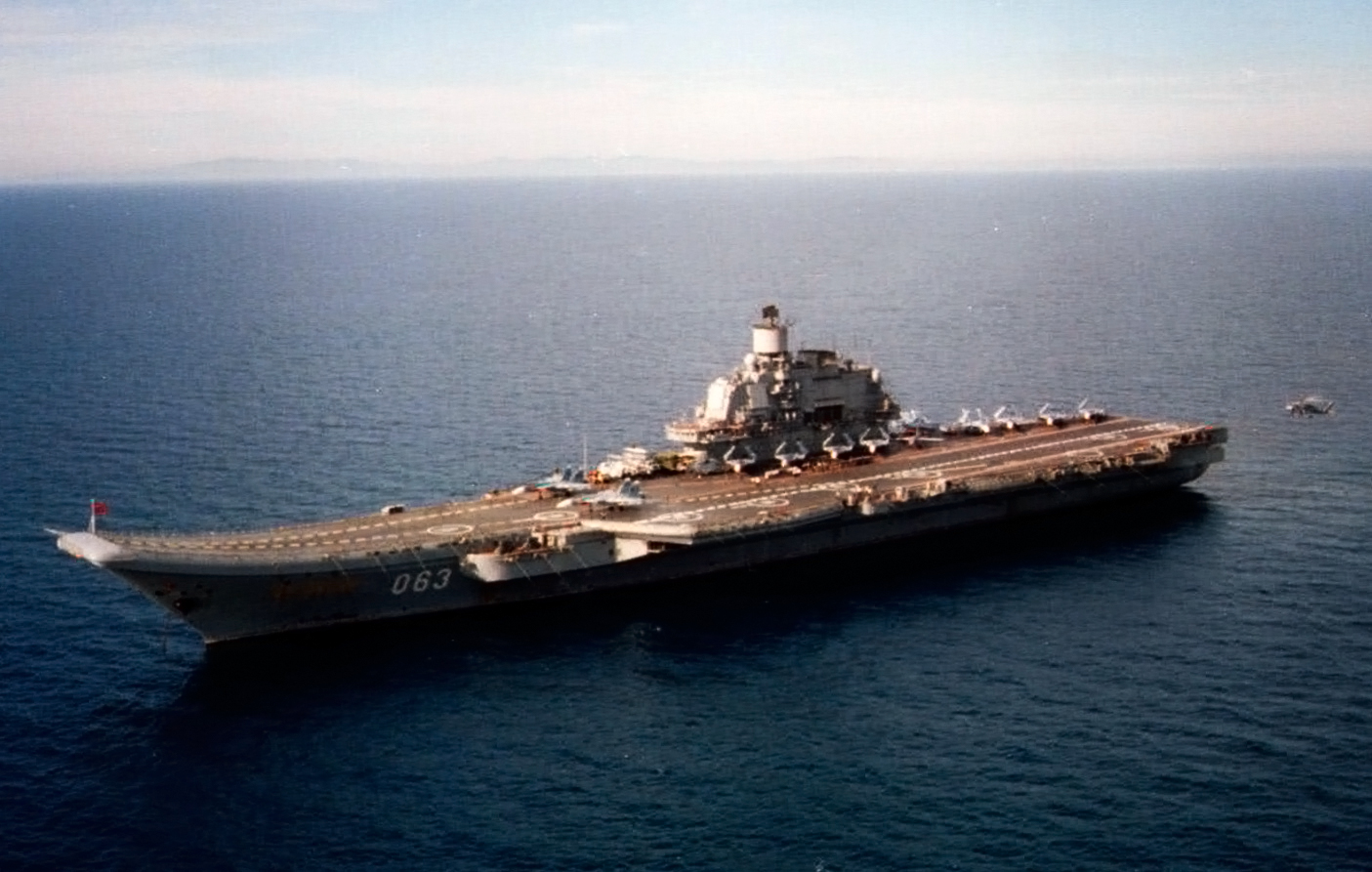
El Almirante Kuznetsov en el mar Mediterráneo.